# تازة كند (مياندوآب)
تازة كند هي قرية في مقاطعة مياندوآب، إيران. عدد سكان هذه القرية هو 571 في سنة 2006.